# Международный Дельфийский совет
Междунаро́дный дельфи́йский сове́т (сокр. МДС, англ. International Delphic Council, нем. Internationaler Delphischer Rat, греч. Διεθνές Δελφικό Συμβούλιο) — международная некоммерческая общественная организация, основанная в 1994 году с целью возрождения дельфийской идеи и проведения Дельфийских игр современности. Штаб-квартира МДС находится в Берлине (Германия).
Документом, регулирующим деятельность организации, является Устав МДС, доступный в интернете.

## Исторические предпосылки
Руководство античными Пифийскими играми, которые проходили в Дельфах (Древняя Греция) у подножья горы Парнас и были посвящены прославлению бога Аполлона, осуществляла Амфиктиония. Это античное объединение считается прообразом будущих международных организаций. После первой Священной войны около 586 года до н. э. управление Пифийскими играми перешло к Дельфийской Амфиктионии — союзу двенадцати греческих племён, после чего Игры стали проводить каждые 4 года. В своей программе Пифийские игры объединяли виды искусств с атлетическими состязаниями и гонками на колесницах. Ведущими были музыкальные соревнования, проходившие в театре города Дельфы. Само слово «музыка» (буквально — дар муз) греческого происхождения. Среди музыкальных соревнований доминировало пение под аккомпанемент излюбленного музыкального инструмента бога Аполлона — кифары. В программе этих античных Игр обязательным было исполнение гимна Аполлону.
В искусстве Древней Греции, особенно в росписях ваз, отражены сюжеты, непосредственно связанные с античными Пифийскими играми, например изображение кифареда на краснофигурной амфоре V века до н. э. Знаменитая статуя Дельфийского возничего является частью композиции, созданной для ознаменования победы команды колесниц на Пифийских играх в 478 году до н. э.
|                                       |  |                                                              |  |                              |  |
| Кифаред на амфоре, Метрополитен-музей |  | Царь Эгей перед пифией в Дельфах, античная коллекция, Берлин |  | Дельфийский возничий, Дельфы |  |

Пифийские игры одновременно с античными Олимпийскими были запрещены как языческие в 394 году Феодосием I — последним императором единой Римской империи.
В программу современных Олимпийских игр, начиная с V Олимпиады 1912 года в Стокгольме, наряду со спортивными были введены и художественные соревнования. Эту инициативу выдвинул барон Пьер де Кубертен.
Международная олимпийская организация с 1912 до 1948 года претворяла в жизнь идею включения конкурсов искусств, тематически связанных исключительно со спортом, в программу Олимпийских игр. Однако в 1949 году конгрессу Международного олимпийского комитета был представлен доклад, в котором указывалось, что практически все участники художественных конкурсов — профессионалы. Авторы доклада заявили, что это не соответствует любительскому духу Олимпийского движения. В результате конкурсы искусств было решено заменить выставками, без вручения участникам наград и медалей.
Попытка возрождения Дельфийской идеи объединения людей с помощью искусства была предпринята в первой половине XX века в масштабах только одной страны — Греции. Поэт и драматург Ангелос Сикелианос вместе со своей американской супругой Евой Палмер организовали и провели в 1927 году на археологической территории города Дельфы первый Дельфийский фестиваль, для подготовки которого не создавалось никаких международных организаций. Несмотря на популярность, идея продолжения Дельфийских фестивалей не получила в Греции государственной поддержки. После 1930 года, с началом мирового экономического кризиса, проведение фестивалей было надолго прервано из-за резко возросших расходов на их организацию на фоне общего снижения финансовых возможностей государств и частных предпринимателей.
Современные Дельфийские фестивали, возобновившие эту традицию, принадлежат к категории этнографических шоу, ориентированных, в основном, на туристов. Они проходят ежегодно в июне в Дельфах.

## Создание МДС

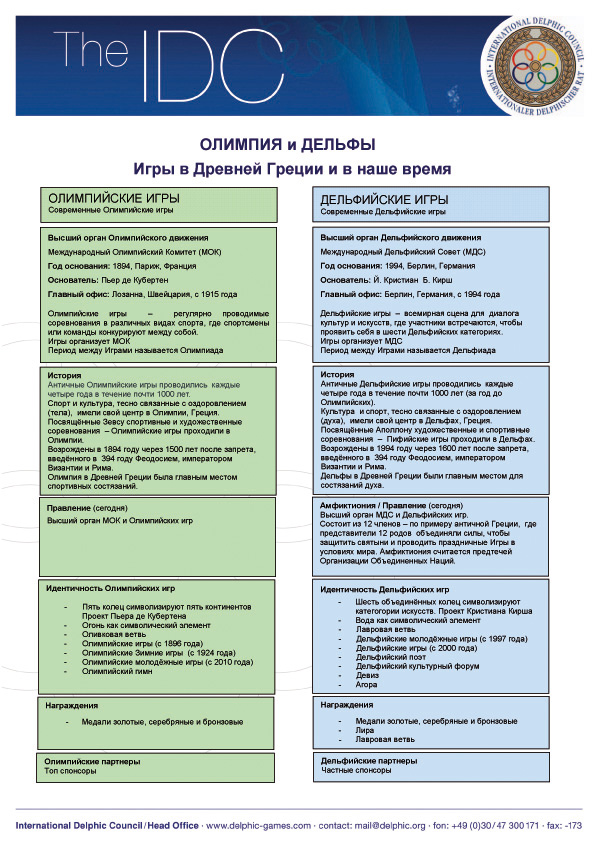
Сопоставление Олимпийских игр и Дельфийских игр

Первые шаги по формированию всемирного Дельфийского движения нашей эпохи были сделаны появившейся в 1980 году рабочей группой «Musica Magna», преобразованной в Мюнхене в 1983 году в Международное общество «Musica Magna International» (MMI), которое было официально зарегистрировано в апреле 1988 года в Женеве.
Начало всемирному Дельфийскому движению нашей эпохи было положено возникновением в Женеве Международного общества «Musica Magna». Именно этим обществом, возглавляемым Иоганном Кристианом Берхардом Киршем (ФРГ), и был предложен уникальный проект «нового форума нового времени». 
ВП:П-ДИ-Ц#7
1 июня 1988 года на имя президента «Musica Magna International» Й. К. Б. Кирша (англ. J. C. B. Kirsch) пришло письмо генерального директора ЮНЕСКО Федерико Майора, в котором высказана поддержка нового культурного начинания.
Ежемесячное издание Союза композиторов РСФСР опубликовало в 1988 году информацию о планах проекта «Musica Magna»:

 1997 г. — проведение первого «Международного конкурса классической музыки» в качестве «генеральной репетиции» Дельфийских игр.
1998 г. — проведение Дельфийских игр. ВП:П-ДИ-Ц#1

Общество «Musica Magna» представило, как об этом свидетельствуют источники, уникальный проект, сопоставимый с масштабами современных Олимпийских игр.
Через 100 лет после учреждения Международного олимпийского комитета в 1894 году в Париже и возрождения античных Олимпийских игр — в 1994 году по приглашению Кристиана Кирша в Берлин во дворец Шёнхаузен прибыли представители общественных организаций из разных стран мира — Австрия, Аргентина, Германия, Греция, Казахстан, Кипр, Китай, Ливия, Литва, Лихтенштейн, Мексика, Нигерия, Польша, Россия, Словакия, США, Филиппины, Франция, Швейцария, Эквадор на Учредительный конгресс для создания Международного Дельфийского совета.
Делегаты конгресса избрали руководство МДС. Первым президентом Международного Дельфийского совета стала возглавлявшая африканское отделение «Musica Magna International» представительница Нигерии Эбун Акинола-Оякбола, вице-президентом МДС был избран представитель России из Санкт-Петербурга профессор Изалий Земцовский. Инициатора создания международного Дельфийского движения Кристиана Кирша участники Конгресса избрали генеральным секретарем МДС.
Известные люди с мировым именем письменно приветствовали международную инициативу по возрождению Дельфийской идеи.
Первоначально в российской прессе Международный Дельфийский совет (МДС), созданный в Берлине, называли Международным Дельфийским комитетом (МДК), что подтверждается в публикациях с 1988 по 1999 годы
Фотодокументы с пояснениями позволяют представить долгий путь от мечты к реальности.
К задачам, сформулированным в Уставе МДС, относятся:
1. планирование и организация Международных Дельфийских игр[47];
2. передача прав проведения Международных Дельфийских игр принимающей стороне[48];
3. поддержка национальных Дельфийских советов (НДС)[49];
4. укрепление Дельфийского движения в мире и его связей с культурой, экономикой, политикой[50][51][52].

Организаторы очередных международных Дельфийских игр по согласованию с МДС имеют право выбирать художественные номинации для конкурсов, презентаций и выставок, совместно определяя сквозную тематику Игр и их новый девиз. По итогам проведения современных Дельфийских игр уточняется их формат.
См.: Формат международных Дельфийских игр

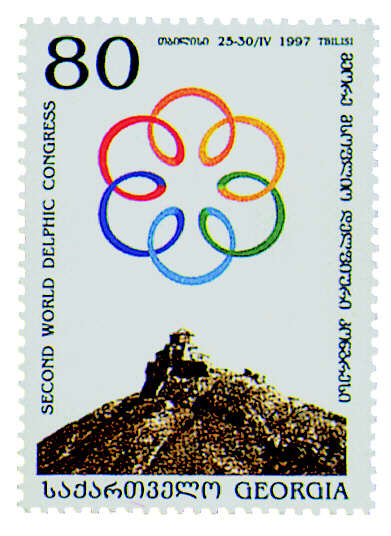
Символ МДС и монастырь Джвари на почтовой марке, посвященной Дельфийскому конгрессу, Тбилиси — 1997 год

Символ МДС и международного Дельфийского движения внешне перекликается с Олимпийской символикой. Олимпийский логотип с пятью переплетёнными кольцами разного цвета: голубого, чёрного, красного (верхний ряд), жёлтого и зелёного (нижний ряд), разработанный Пьером де Кубертеном, по его словам, символизирует объединение пяти континентов. Логотип МДС, разработанный и запатентованный в 1995 году Кристианом Киршем, состоит из шести полукругов разного цвета: оранжевого, жёлтого, зелёного, синего, фиолетового и красного, объединённых в форму цветка, что символизирует согласованность и связь шести Дельфийских категорий искусств.
Согласно уставу МДС, национальные Дельфийские организации разрабатывают свой собственный логотип, включая в него составной частью символ международного Дельфийского движения. Символ МДС включается также в логотипы всех международных Дельфийских игр и в логотипы национальных отборочных игр.
Национальные Дельфийские организации стран-хозяев очередных международных Игр, по согласованию с МДС, выпускают плакаты, проспекты, почтовые марки и другую продукцию, посвященную как Дельфийским играм, так и Конгрессам МДС. При возможности национальные Дельфийские организации открывают свои официальные сайты.
В новый состав Правления, избранный на конгрессе МДС в сентябре 2009 года в Чежду, вошли представители Германии, Индии, Китая, Кореи, Польши, России, США, Филиппин, Франции и ЮАР. Кроме того, на этом конгрессе были утверждены три языка общения — английский (официальный язык), немецкий и греческий.
Итоги выборов Правления публикуются в специальных информационных выпусках МДС, обновлённый состав Амфиктионии указывается на бланках официальных документов МДС. Многие годы президентом МДС является профессор Дивина Баутиста, а генеральным секретарём — Кристиан Кирш.
Деятельность МДС с самого начала получила поддержку ЮНЕСКО, Совета Европы, известных личностей разных стран мира, которые получили статус дельфийских послов — Нельсон Мандела, Лотар де Мезьер, Спирос Меркурис, ставший в 2014 году также почётным президентом МДС. От России Дельфийским послом с 2002 года является Владимир Платонов. Активно поддерживает МДС бывший канцлер ФРГ Гельмут Шмидт.
На примере документов, касающихся НДС России и НДС Молдовы, видна необходимость согласования уставных положений двух организаций — национальной и международной.
Международные Дельфийские игры, как для взрослых, так и для молодёжи, готовятся и проводятся в тесном контакте двумя ответственными сторонами — МДС и национальной Дельфийской организацией, которая может называться по-разному: Совет, Комитет, Ассоциация, Союз, Движение и другое.
Для комплектования делегаций на международные Дельфийские игры страны-участники могут проводить у себя национальные отборочные игры. В приветственном послании по случаю проведения первых молодёжных Дельфийских игр России, Кристиан Кирш определил их смысл как «значительный шаг к проведению Вторых Международных юношеских игр».
Страна-хозяйка очередных Игр для их подготовки и проведения создаёт оргкомитет с участием представителей Правления МДС. Для участников Игр открыто публикуется форма заявки, согласованная с общим форматом Игр и их тематической направленностью.
МДС по примеру МОК рассматривает основным источником финансирования Игр частный сектор. Нельзя сказать, что крупные спонсоры сразу выразили готовность поддержать новое начинание. Поэтому МДС и Оргкомитет для подготовки предстоящих Дельфийских игр обращаются за общественной и финансовой поддержкой в государственные органы страны-хозяйки, а также к частным лицам и фирмам.

## Этапы развития
После учреждения МДС наибольшую активность в создании национальных Дельфийских организаций проявили Белоруссия, Германия, Греция, Грузия, Китай, Нигерия, Россия, США, Филиппины, Япония. Первые региональные молодёжные Дельфиады прошли в Грузии, Албании, России.
В марте 1996 года под патронатом ЮНЕСКО, Совета Европы и при активной поддержке мэра города в Санкт-Петербурге прошёл Первый Дельфийский Конгресс (англ. First Delphic Congress), где была принята по аналогии с Олимпийской хартией Дельфийская Хартия, определившая цели и задачи Дельфийского движения и установившая четырёхлетний ритм проведения Дельфийских игр нового времени. Во время конгрессов МДС принимаются решения о месте проведения очередных международных Дельфийских игр.
Количество стран-участниц к 2002 году увеличилось до 38. В 2003 году значимость МДС как международной организации была подтверждена трижды: награждением инициатора её создания К. Кирша почётным дипломом Московской городской думы и верительной грамотой посла Санкт-Петербурга, а также присуждением Инновационной премии К. Киршу в музее «Остров Хомбройх» города Нойс.

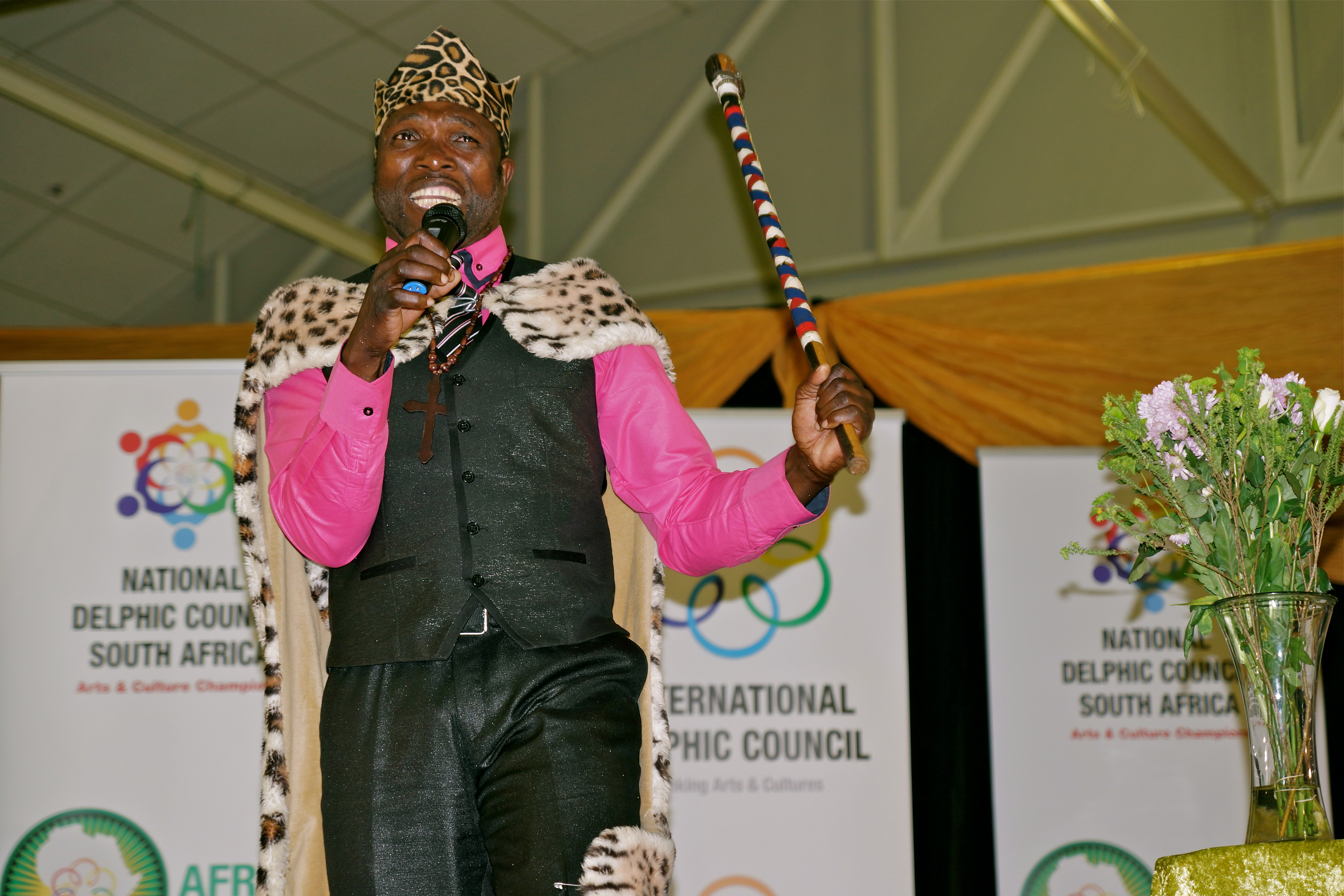
Специальный Дельфийский саммит МДС в ЮАР — 2014 год

Проводимые в разных странах мира Дельфийские игры получают письменные приветствия не только от международных организаций, парламентов и глав государств, являющихся хозяевами очередных Игр, но и от известных представителей искусства, политиков, дельфийских послов.
На специальном Дельфийском саммите по случаю празднования 20-летия Международного Дельфийского совета и 20-летия победы демократии в ЮАР (июль 2014, Ист-Лондон, Умтате, Мфезо) руководители МДС и НДС ЮАР обрисовали ближайшие перспективы развития международного Дельфийского движения.
Во время саммита президент МДС Дивина Баутиста (Филиппины) торжественно объявила на родине Нельсона Манделы о решении провести первую Африканскую Дельфиаду в Дурбане (ноябрь—2014).
Почётный президент МДС Спирос Меркурис (Греция), обращаясь к участникам Дельфийского саммита, сказал о первостепенной важности в современных условиях стремиться к конструктивному диалогу между народами и культурами, к приоритету духовных ценностей:

Оригинальный текст (англ.)We must finally understand that when there is an increase in material goods, which is not followed with a parallel development of ideas and values, then the lifestyle created flattens every cultural creation and is doomed to wither and decline.
Мы должны, наконец, понять, что увеличение материальных благ без параллельного развития идей и ценностей ведёт к нивелированию стиля жизни, обрекая роль культуры на уменьшение и засыхание.

### МДС и НДС России

Символ МДС в логотипе Первых Российских молодёжных Дельфийских игр, 17—21 ноября 1999, Саратов / Россия

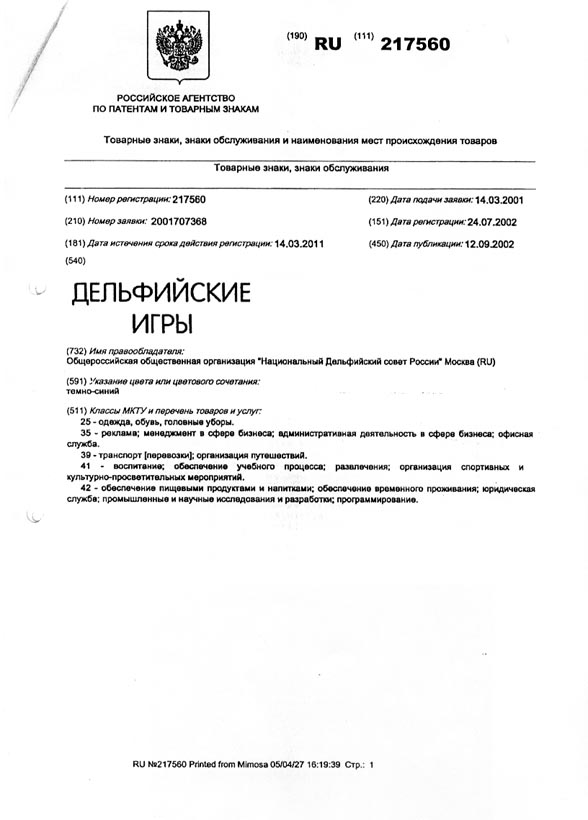
НДС России, оставаясь в составе МДС, подаёт 14 марта 2001 заявку на правообладание товарным знаком «Дельфийские игры»

Символ МДС в логотипе Вторых Всероссийских молодёжных Дельфийских игр, 21—26 сентября 2001, Смоленск / Россия

Соучредителями МДС, среди которых много представителей из Санкт-Петербурга и Москвы, были члены делегаций из 20 стран мира. Россия с самого начала играла активную роль в становлении Международного дельфийского движения.
В 1995 году — на четыре года раньше основания Национального Дельфийского совета России — в Санкт-Петербурге проходила учредительная конференция межрегиональной общественной организации «Дельфийское движение России», в которой принимали участие руководители МДС.
В декабре 1998 года на первой конференции Национального Дельфийского совета России в Курске при участии генерального секретаря МДС Кристиана Кирша были разработаны планы развития Дельфийского движения в субъектах Российской Федерации.
19 марта 1999 года НДС России был зарегистрирован в Министерстве Юстиции РФ и вскоре официально принят в состав Международного Дельфийского совета.
МДС предоставлял патронат молодёжным Дельфийским играм, которые НДС России проводил в Саратове (ноябрь 1999 года) и Смоленске (сентябрь 2001 года) в соответствии с уставами двух организаций.
С 2002 года стало известно, что система бюджетного финансирования развития Дельфийского движения в России может быть изменена, и деньги под контролем Дельфийского посла МДС будут напрямую выделяться на конкретные проекты.
С 13 по 18 сентября 2002 года НДС России под патронатом МДС провёл в Брянске первые молодёжные Дельфийские игры государств-участников СНГ.
В 2003 году активно обсуждались планы строительства Международного дельфийского комплекса в пригороде Петербурга — городе Пушкин с «Дельфийской деревней» и международным аэропортом «Дельфийский».
28 июня 2003 года в Екатерининском Дворце генеральный секретарь МДС Кристиан Кирш и представители администрации Санкт-Петербурга подписали Меморандум о размещении в городе Пушкин резиденции МДС и Международного Дельфийского движения.
Однако организационный раскол помешал осуществлению этого масштабного проекта.
Появившаяся организация МДК со штаб-квартирой в Москве, которую с 2004 года возглавляет председатель исполкома НДС России — В. Н. Понявин, начала распространять информацию о том, что новая эра Дельфийских игр стартовала только в 2000 году
.
На Вторых Дельфийских играх в Кучинге среди стран-участниц Россия отсутствовала. Из новостей Би-би-си можно было узнать, что некая русская группа оказывала давление на правительство Малайзии с целью запретить проведение Вторых Дельфийских игр в Кучинге-2005.
По решению IX заседания Амфиктионии (Берлин, 25—26 января 2007 года) руководство МДС направило на имя г-на В. Н. Понявина открытый протест против искажения информации, дискредитации МДС и попыток помешать проведению Дельфийских игр в Малайзии, а затем в ЮАР.
11 февраля 2010 года на приёме в Мариинском дворце президент МДС Дивина Баутиста поддержала создание Дельфийского совета Санкт-Петербурга и стала его почётным соучредителем. Несмотря на существующие проблемы, делегации из России продолжают участвовать в Дельфийских играх, проводимых Международным Дельфийским советом, хотя и не получают необходимой финансовой государственной поддержки.
После завершения Олимпийских и Паралимпийских игр в Сочи-2014 советник МДС Валерий Вакуленко поднял в прессе тему использования созданной инфраструктуры и построенных объектов для размещения в Сочи штаб-квартиры Международного Дельфийского совета.
Российское представительство Международного Дельфийского совета со штаб-квартирой в Берлине осуществляют в настоящее время три зарегистрированные организации:
- межрегиональная общественная организация «Дельфийское Движение в России», созданная в 1995 году[91], принятая в состав МДС (01.03.2005)[115] после выхода из него НДС России;
- общественная организация «Дельфийский Совет Санкт-Петербурга», зарегистрированная в Минюсте России (26.11.2010)[116], принятая в состав МДС (17.12.2010)[117] и получившая подтверждение прямого соподчинения Международному Дельфийскому совету (22.03.2011)[118];
- организация «Танцевальный Альянс России», принятая в состав МДС в октябре 2013 года[114].

## Популяризация деятельности МДС
Международные встречи и концертные выступления, которые МДС организует в интервалах между очередными Дельфийскими играми, способствуют дальнейшему уточнению и распространению Дельфийской идеи в современном мире. МДС устанавливает партнёрские связи с международными туристскими организациями и, начиная с 2005 года, устраивает презентации международного Дельфийского движения на своих стендах и во время церемонии закрытия Международной туристской биржи «ITB Berlin».
В 2010 году под патронатом ЮНЕСКО на ITB Berlin прошёл праздник Дельфийских игр: Большое финальное шоу «Искусство и культура — сопереживание всеми чувствами». В 2010 году ITB Berlin собрала около 11 тысяч участников из 180 стран мира. По итогам участия МДС в финальном шоу на ITB Berlin-2010 было принято решение ежегодно проводить Дельфийский праздник во Дворце у Берлинской радиобашни (нем. Palais am Funkturm) во время работы и на церемонии торжественного закрытия ITB Berlin.
|                                                                  |  |                                                                 |  |                                                               |  |
| Музыкальная этногруппа «Beles» (Казахстан). Традиционные мелодии |  | Ансамбль «Rhine Power Pipe Band» (Германия). Шотландская музыка |  | Группа «Sound of Korea» (Южная Корея). Народные песни и танцы |  |

На ITB Berlin в 2011 году во время работы выставки проводился Дельфийский конкурс короткометражных документальных фильмов «Delphic Art Movie Award 2011». Из 42-х стран мира на конкурс было прислано 136 короткометражных фильмов, среди которых Международное жюри выделило 24 фильма для номинирования на церемонию награждения. На примере одной из художественных дисциплин предложена дополнительная возможность отбора участников предстоящих Дельфийских игр.
Международный Дельфийский совет налаживает партнёрские отношения с фондом имени Конрада Аденауэра; с Международным советом фольклорных фестивалей и народного искусства — CIOFF; с педагогами и учащимися разных типов школ и гимназий; со студентами Института аудио-визуальных средств массовой информации — SAE Institute и Университета имени Уолтера Сисулу — Walter-Sisulu-Universität.
Избранная в 2012 году новым президентом Национального Дельфийского совета Индии член парламента госпожа K. Кавита имеет широкие возможности для популяризация Дельфийского движения и деятельности МДС.